# Muddy Waters Sings Big Bill
Muddy Waters Sings Big Bill — студійний альбом американського блюзового співака і гітариста Мадді Вотерса, випущений у 1960 році лейблом Chess. Є триб'ют-альбомом, що присвячений блюзовому музиканту Біг Біллу Брунзі (1903—1958).

## Опис
Цей альбом вийшов у червні 1960 року на лейблом Chess, який Мадді Вотерс присвятив блюзовому музиканту Біг Біллу Брунзі (1903—1958), який допоміг Вотерсу розпочати музичну кар'єру в Чикаго. Альбом записаний під час двох сесій у липні і серпні 1959 року; тут Вотерсу (вокал, гітара) акомпанують Джеймс Коттон (губна гармоніка), Пет Гейр (гітара), Отіс Спенн (фортепіано), Ендрю Стівенсон (контрабас) та Френсіс Клей і Віллі Сміт (обидва — ударні).
Серед пісень виділяються «When I Get to Drinkin'» і «The Mopper's Blues» з грою Коттона на гармоніці.

## Список композицій
1. «Tell Me Baby» (Біг Білл Брунзі) — 2:15
2. «Southbound Train» (Біг Білл Брунзі) — 2:51
3. «When I Get to Thinking» (Геррієтт Мелка) — 3:05
4. «Just a Dream (On My Mind)» (Біг Білл Брунзі) — 2:30
5. «Double Trouble» (Геррієтт Мелка) — 2:44
6. «I Feel So Good» (Біг Білл Брунзі) — 2:53
7. «I Done Got Wise» (Маккінлі Морганфілд) — 2:56
8. «Mopper's Blues» (Біг Білл Брунзі) — 2:51
9. «Lonesome Road Blues» (Біг Білл Брунзі) — 3:01
10. «Hey, Hey» (Біг Білл Брунзі) — 2:41

## Учасники запису
- Мадді Вотерс — вокал, гітара
- Джеймс Коттон — губна гармоніка (2—10)
- Пет Гейр — гітара
- Отіс Спенн — фортепіано (2—10)
- Ендрю Стівенсон — контрабас
- Френсіс Клей, Віллі Сміт — ударні

Технічний персонал
- Стадс Теркел — текст